# Йиуаса
Йиуаса — страва  башкирської національної кухні, поширена серед тюркських і монгольських народів.
Виготовляється з прісного тіста, замішаного на молоці та яйцях або здобного дріжджового. Тісто розкочують товщиною від 1 до 1,5 мм, нарізають ромбиками стороною до 5 см. Як варіант — тісто розкочують круглою смужкою і нарізають шматками довжиною до 5 см. 
Обсмажується в топленому маслі або нутряному жирі. Подається до чаю в тарілках або вазах, заготовлюється про запас.

## Інгредієнти
- борошно
- яйця
- цукор
- вершкове масло
- сіль.

## Обрядове значення
Йиуаса готується для весільних і святкових частувань, роздається дітям під час Курбан-байраму, Ураза-байраму і інших мусульманських свят.
В Башкортостані був поширений весільний обряд «Йиуаса».